# Ianomami
Els Ianomami, també anomenats Ianomamö o Ianomama, són un grup indígena de l'Amazònia; estan dividits en tres grans grups: Sanumá, Ianomam i Ianam. Encara que parlin llengües diferents, s'entenen entre tots ells. El seu territori protegit, d'una extensió d'uns 192.000 km3, el més gran de l'Amazonia, es divideix entre Veneçuela i el Brasil.
El gener de 2023 el govern del Brasil va iniciar una investigació per possible genocidi dels ianomamis. Les seves terres havien estat envaïdes els anys anteriors per uns 20.000 miners d'or il·legals, provocant assassinats, fam i contaminació de les aigües.

## Llengua i família lingüística, classificació cultural
La família de llengües ianomami està conformada per quatre llengües actives: El sanumá, el ianam, el ianomámi i el ianomamö.

## Costums
Quan es reuneixen al voltant de la foguera, mengen, conversen, fabriquen el seu utillatge, expliquen les seves històries, mites, llegendes i ensenyen als nens les seves tradicions.
Els ianomamis es desplacen contínuament. Aquests desplaçaments estan motivats pel curt període de la productivitat dels seus conreus. Conreen plàtan, ñame, batata i malanga. Un conreu dura dos o tres anys. Quan la terra s'esgota, el poblat crea una nova plantació en un altre lloc.
Practiquen la caça tot l'any, individualment o en grups, i utilitzen l'arc i la sageta, fets de canya. La pesca es practica amb menys freqüència i per pescar utilitzen la sageta i el timbó, que és una mena de planta que sacsejada en l'aigua estaborneix els peixos. Recol·lecten productes silvestres i també mengen granotes. Els objectes que fabriquen són molt rudimentaris i acostumen a adaptar per a les seves necessitats allò que troben en la natura. Utilitzen un verí mortal anomenat curare, que posen a la punta de les sagetes.
Degut a les condicions climàtiques, la seva vestimenta és molt senzilla. Es pinten el cos amb molts colors, principalment vermell i negre. Es posen collarets, plomes al cap i lligades als braços i arracades. Cada poblat té el seu líder i la seva autoritat es fonamenta en l'experiència i la saviesa.

## Demografia
Un poblat pot tenir entre 30 i 150 persones. Actualment, la població ianomami es calcula en unes de 38.000 persones, uns 26.000 al Brasil i 12.000 a Veneçuela.

## Persecucions i abusos
El descuit del govern, la invasió agrícola i les activitats il·legals que afecten l'àrea precedeixen la creació de la reserva ianomami el 1992. Els primers contactes entre els pobles indígenes ianomamis i els homes blancs van ocórrer de forma esporàdica entre 1910 i 1940; en les dues dècades següents, els contactes es van intensificar a causa de les missions religioses assentades a la regió, i les obres de construcció de carreteres i projectes de mineria conduïts per la dictadura militar brasilera van començar en l'àrea en la dècada de 1970. En aquell moment també van sorgir els primers relats d'epidèmies, especialment de grip, xarampió i tos ferina, quan comunitats ianomamis senceres foren delmades.
De 1987 a 1990, la població ianomami es va veure greument afectada per la malària, la intoxicació per mercuri, la desnutrició i la violència a causa de l'afluència de buscadors a la recerca d'or al seu territori. La malària, que va ser introduïda per primera vegada a les poblacions ianomamis pels miners durant la dècada de 1980, ara és comuna entre aquest poble. Sense la protecció del govern, les poblacions ianomamis van disminuir, ja que els miners van poder entrar al seu territori amb freqüència durant aquest període de tres anys.

### Massacres
La massacre de Haximú, també coneguda com la massacre dels ianomami, fou un conflicte armat ocorregut als afores de Haximú, a l'estat de Roraima, al Brasil l'any 1993. Setze persones ianomami van ser assassinades per un grup de garimpeiros o miners d'or que explotaven la terra il·legalment. El 1997 quatre garimpeiros foren condemnats a 20 anys de presó pel crim de genocidi, en una sentència inèdita al Brasil. L'agost de 2006, el Suprem Tribunal Federal confirmà la sentència.

### Crisi humanitària de 2023

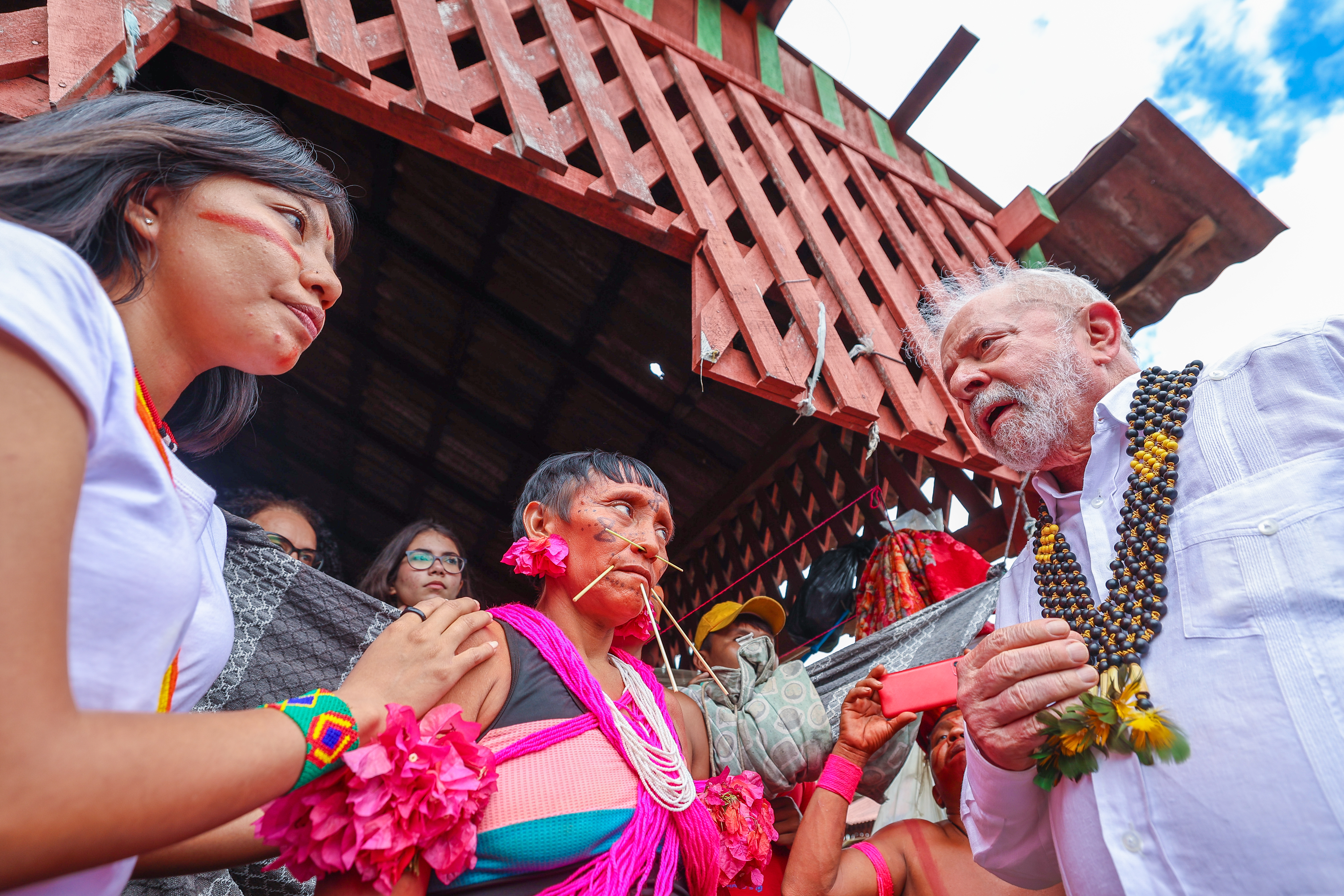
Visita del president Lula da Silva al territori ianomami per a declarar estat d'emergència sanitària i humanitària, 21 de gener de 2023

Durant el gener de 2023, i vinculat també amb la mineria de l'or, el govern del Brasil va obrir una investigació per possible genocidi contra l'ètnia ianomami. Malgrat que la seva població viu en una zona protegida, en la pràctica la llei de mineria del Brasil no demana a les mineres quin és l'origen de l'extracció, la qual cosa afavoreix les extraccions il·legals. Es calcula que més de 20.000 miners il·legals van ocupar les terres indígenes protegides dels ianomamis, provocant assassinats, violacions, desforestació, fam i contaminació amb mercuri de les aigües dels rius. El 2022 es van registrar 99 morts de menors de 5 anys per desnutrició, pneumònia, malària i diarrea a la reserva on viuen. Durant el mandat del president Jaïr Bolsonaro, 507 nens van perdre-hi la vida per les mateixes causes. En aquest moment 8 de cada 10 ianomamis patien desnutrició crònica.